# Llista de monuments de la Ribera Alta
Llista de monuments de la Ribera Alta inscrits en l'Inventari General del Patrimoni Cultural Valencià per la comarca de la Ribera Alta.
S'inclouen els monuments declarats com a Béns d'Interés Cultural (BIC), classificats com a béns immobles sota la categoria de monuments (realitzacions arquitectòniques o d'enginyeria, i obres d'escultura colossal), i els monuments declarats com a Béns immobles de rellevància local (BRL). Estan inscrits en l'Inventari General del Patrimoni Cultural Valencià, en les seccions 1a i 2a respectivament.

## Alberic
| Monument                                    | Prot.? | Estil/època     | Localització                  | Coordenades                                                    | Codi?         | Imatge |
| ------------------------------------------- | ------ | --------------- | ----------------------------- | -------------------------------------------------------------- | ------------- | --- |
| Antic convent de la Mare de Déu dels Àngels | BRL    | S.XVIII         | Alberic Pl. Mestre Albuixech  | 39° 07′ 03″ N, 0° 30′ 59″ O / 39.1173888889°N,0.516363888889°O | 46.20.011-006 | Antic convent de la Mare de Déu dels Àngels (Alberic) · Vegeu més fotos d'aquest monument · Carregueu una nova foto d'aquest monument |
| Ermita de la Verge de Cullera               | BRL    |                 | Alberic                       | 39° 06′ 50″ N, 0° 31′ 09″ O / 39.113798°N,0.519100°O           | 46.20.011-004 | Ermita de la Verge de Cullera (Alberic) · Vegeu més fotos d'aquest monument · Carregueu una nova foto d'aquest monument               |
| Ermita de Santa Bàrbara                     | BRL    | S.XVIII         | Alberic Cim de la Muntanyeta  | 39° 07′ 13″ N, 0° 31′ 34″ O / 39.120264°N,0.525975°O           | 46.20.011-010 | Ermita de Santa Bàrbara (Alberic) · Vegeu més fotos d'aquest monument · Carregueu una nova foto d'aquest monument                     |
| Església parroquial de Sant Llorenç Màrtir  | BRL    | S.XVII; S.XVIII | Alberic Pl. de la Constitució | 39° 07′ 01″ N, 0° 31′ 03″ O / 39.116922°N,0.517414°O           | 46.20.011-001 | Església parroquial de Sant Llorenç Màrtir (Alberic) · Vegeu més fotos d'aquest monument · Carregueu una nova foto d'aquest monument  |
| Església parroquial de l'Esperit Sant       | BRL    |                 | Alberic C. Reis Catòlics, 13  | 39° 07′ 09″ N, 0° 31′ 22″ O / 39.11928°N,0.52278°O             | 46.20.011-005 | Església parroquial de l'Esperit Sant (Alberic) · Vegeu més fotos d'aquest monument · Carregueu una nova foto d'aquest monument       |

## Alcàntera de Xúquer
| Monument                                      | Prot.? | Estil/època | Localització                              | Coordenades                                          | Codi?         | Imatge |
| --------------------------------------------- | ------ | ----------- | ----------------------------------------- | ---------------------------------------------------- | ------------- | --- |
| Església parroquial de la Puríssima Concepció | BRL    |             | Alcàntera de Xúquer Pl. de l'Església, 15 | 39° 04′ 15″ N, 0° 33′ 36″ O / 39.070698°N,0.560110°O | 46.20.016-001 | Església parroquial de la Puríssima Concepció (Alcàntera de Xúquer) · Vegeu més fotos d'aquest monument · Carregueu una nova foto d'aquest monument |

## L'Alcúdia
| Monument                                          | Prot.? | Estil/època                  | Localització                                      | Coordenades                                          | Codi?         | Imatge |
| ------------------------------------------------- | ------ | ---------------------------- | ------------------------------------------------- | ---------------------------------------------------- | ------------- | --- |
| Església parroquial de Sant Andreu Apòstol        | BIC    | Barroc - Neoclassicisme S.XI | L'Alcúdia Pl. Església, 1                         | 39° 11′ 44″ N, 0° 30′ 24″ O / 39.195653°N,0.506544°O | RI-51-0012049 | Església parroquial de Sant Andreu Apòstol (l'Alcúdia) · Vegeu més fotos d'aquest monument · Carregueu una nova foto d'aquest monument        |
| Convent de Santa Bàrbara                          | BRL    | S. XVII (1602); S.XVIII      | L'Alcúdia C. Calvari                              | 39° 11′ 54″ N, 0° 30′ 24″ O / 39.1983°N,0.5067°O     | 46.20.019-016 | Carregueu una nova foto d'aquest monument |
| Ermita de Sant Antoni Abat                        | BRL    | S.XVI; S.XIX; S.XX           | L'Alcúdia C. Pintor Vergara, 28 - c. Ausiàs March | 39° 11′ 38″ N, 0° 30′ 25″ O / 39.19397°N,0.50686°O   | 46.20.019-014 | Ermita de Sant Antoni Abat (l'Alcúdia) · Modifica el valor a Wikidata · Carregueu una nova foto d'aquest monument                             |
| Església parroquial de la Immaculada de Montortal | BRL    | S:XVII; S.XVIII              | L'Alcúdia Barri de Montortal                      | 39° 10′ 22″ N, 0° 31′ 04″ O / 39.172906°N,0.517658°O | 46.20.019-017 | Església parroquial de la Immaculada de Montortal (l'Alcúdia) · Vegeu més fotos d'aquest monument · Carregueu una nova foto d'aquest monument |

## Alfarb
| Monument                          | Prot.? | Estil/època           | Localització                    | Coordenades                                          | Codi?         | Imatge |
| --------------------------------- | ------ | --------------------- | ------------------------------- | ---------------------------------------------------- | ------------- | --- |
| Castell d'Alfarb                  | BIC    | Arquitectura islàmica | Alfarb Al centre de la població | 39° 16′ 39″ N, 0° 33′ 33″ O / 39.277527°N,0.55909°O  | RI-51-0010659 | Castell (Alfarb) · Vegeu més fotos d'aquest monument · Carregueu una nova foto d'aquest monument                           |
| Església parroquial de Sant Jaume | BRL    | S.XVIII (1712)        | Alfarb Pl. de l'Església, 3     | 39° 16′ 37″ N, 0° 33′ 34″ O / 39.276900°N,0.559461°O | 46.20.026-001 | Església parroquial de Sant Jaume (Alfarb) · Vegeu més fotos d'aquest monument · Carregueu una nova foto d'aquest monument |

## Algemesí
| Monument                                  | Prot.? | Estil/època          | Localització          | Coordenades                                          | Codi?         | Imatge |
| ----------------------------------------- | ------ | -------------------- | --------------------- | ---------------------------------------------------- | ------------- | --- |
| Església parroquial de Sant Jaume Apòstol | BIC    | S.XVII; S.XIX (1823) | Algemesí Pl. Major, 2 | 39° 11′ 21″ N, 0° 26′ 12″ O / 39.189184°N,0.436557°O | RI-51-0004393 | Església parroquial de San Jaume Apòstol (Algemesí) · Vegeu més fotos d'aquest monument · Carregueu una nova foto d'aquest monument |

## Alginet
| Monument                                | Prot.? | Estil/època    | Localització                                         | Coordenades                                          | Codi?         | Imatge |
| --------------------------------------- | ------ | -------------- | ---------------------------------------------------- | ---------------------------------------------------- | ------------- | --- |
| Palau fortalesa del senyoriu d'Alginet  | BIC    |                | Alginet Pl. Constitució, camí Reial i c. Sant Vicent | 39° 15′ 43″ N, 0° 28′ 11″ O / 39.261853°N,0.469779°O | 46.20.031-002 | Palau fortalesa del senyoriu d'Alginet · Vegeu més fotos d'aquest monument · Carregueu una nova foto d'aquest monument            |
| Escut de la Torre Luengo                | BIC    |                | Alginet A uns 2 km al sud-est del poble              | 39° 14′ 54″ N, 0° 26′ 46″ O / 39.248469°N,0.446242°O | 46.20.031-003 | Escut de la Torre Luengo (Alginet) · Vegeu més fotos d'aquest monument · Carregueu una nova foto d'aquest monument                |
| Casa en carrer Major, 48                | BRL    | S.XVIII (1775) | Alginet C. Major, 48                                 | 39° 15′ 37″ N, 0° 28′ 15″ O / 39.260236°N,0.47075°O  | 46.20.031-010 | Casa en carrer Major, 48 (Alginet) · Vegeu més fotos d'aquest monument · Carregueu una nova foto d'aquest monument                |
| Ermita de Sant Josep                    | BRL    |                | Alginet                                              | 39° 15′ 24″ N, 0° 28′ 23″ O / 39.256528°N,0.473006°O | 46.20.031-006 | Ermita de Sant Josep (Alginet) · Vegeu més fotos d'aquest monument · Carregueu una nova foto d'aquest monument                    |
| Església parroquial de Sant Antoni Abat | BRL    |                | Alginet                                              | 39° 15′ 41″ N, 0° 28′ 11″ O / 39.261455°N,0.469811°O | 46.20.031-001 | Església parroquial de Sant Antoni Abat (Alginet) · Vegeu més fotos d'aquest monument · Carregueu una nova foto d'aquest monument |

## Alzira
| Monument                                                           | Prot.?        | Estil/època                | Localització                                              | Coordenades                                          | Codi?         | Imatge |
| ------------------------------------------------------------------ | ------------- | -------------------------- | --------------------------------------------------------- | ---------------------------------------------------- | ------------- | --- |
| Casa de la Vila                                                    | BIC           | Renaixement S.XVI; S.XVII  | Alzira C. Sant Roc i pl. Casessús                         | 39° 09′ 07″ N, 0° 26′ 28″ O / 39.151879°N,0.441063°O | RI-51-0000355 | Casa de la Vila (Alzira) · Vegeu més fotos d'aquest monument · Carregueu una nova foto d'aquest monument                                        |
| Monestir fortificat de Nostra Senyora de la Murta                  | BIC           | S.XII; S.XIII              | Alzira Vall de la Murta                                   | 39° 07′ 44″ N, 0° 21′ 40″ O / 39.128961°N,0.361094°O | RI-51-0010921 | Monestir fortificat de Nostra Senyora de la Murta (Alzira) · Vegeu més fotos d'aquest monument · Carregueu una nova foto d'aquest monument      |
| Recinte emmurallat d'Alzira                                        | BIC           | S.XII; S.XIV               | Alzira Al centre de la població. Parc Aràbia Saudita      | 39° 09′ 09″ N, 0° 26′ 37″ O / 39.152566°N,0.44359°O  | RI-51-0011038 | Recinte emmurallat d'Alzira · Vegeu més fotos d'aquest monument · Carregueu una nova foto d'aquest monument                                     |
| Església parroquial de Santa Caterina Verge i Màrtir               | BIC           | Gòtic - Barroc             | Alzira Pl. Constitució                                    | 39° 09′ 05″ N, 0° 26′ 27″ O / 39.151525°N,0.440806°O | RI-51-0011134 | Església parroquial de Santa Caterina Verge i Màrtir (Alzira) · Vegeu més fotos d'aquest monument · Carregueu una nova foto d'aquest monument   |
| Escut a l'edifici del carrer Sant Roc, 8                           | BIC           | S.XIV; S.XV; S.XVI; S.XVII | Alzira                                                    | 39° 09′ 07″ N, 0° 26′ 28″ O / 39.152025°N,0.441197°O | RI-51-0011337 | Escut a l'edifici del carrer Sant Roc, 8 (Alzira) · Vegeu més fotos d'aquest monument · Carregueu una nova foto d'aquest monument               |
| Escut a l'edifici del carrer Sant Roc, 13                          | BIC           | S.XVI                      | Alzira                                                    | 39° 09′ 07″ N, 0° 26′ 29″ O / 39.151962°N,0.441269°O | RI-51-0011338 | Escut a l'edifici del carrer Sant Roc, 13 (Alzira) · Vegeu més fotos d'aquest monument · Carregueu una nova foto d'aquest monument              |
| Escut a l'Església del Monestir de Santa Llúcia d'Alzira           | BIC           |                            | Alzira C. Santa Llúcia, 26                                | 39° 09′ 08″ N, 0° 26′ 34″ O / 39.152206°N,0.442675°O | RI-51-0011339 | Escut a l'Església del Monestir de Santa Llúcia (Alzira) · Vegeu més fotos d'aquest monument · Carregueu una nova foto d'aquest monument        |
| Escut al Palau de Casassús                                         | BIC           |                            | Alzira                                                    | 39° 09′ 08″ N, 0° 26′ 27″ O / 39.152145°N,0.440941°O | RI-51-0011340 | Escut al Palau de Casassús (Alzira) · Vegeu més fotos d'aquest monument · Carregueu una nova foto d'aquest monument                             |
| Barri de la Vila d'Alzira                                          | BIC           |                            | Alzira                                                    | 39° 09′ 06″ N, 0° 26′ 29″ O / 39.151663°N,0.441467°O | RI-53-0000579 | Barri de la Vila (Alzira) · Vegeu més fotos d'aquest monument · Carregueu una nova foto d'aquest monument                                       |
| Creu coberta d'Alzira                                              | BIC           | S.XIV; S.XV                | Alzira Ctra C-3320                                        | 39° 10′ 07″ N, 0° 26′ 43″ O / 39.168548°N,0.445225°O | 46.20.017-010 | Creu coberta d'Alzira · Vegeu més fotos d'aquest monument · Carregueu una nova foto d'aquest monument                                           |
| Torre, o Cova de les Meravelles                                    | BIC           | S.XVI; S.XVII              | Alzira Prop del poble                                     | 39° 07′ 30″ N, 0° 25′ 29″ O / 39.124867°N,0.424785°O | 46.20.017-027 | Carregueu una nova foto d'aquest monument |
| Escut dels Júdici de Acharte Blanes                                | BIC           |                            | Alzira Museu Municipal, originalment c. Major de Sant Roc | 39° 09′ 08″ N, 0° 26′ 31″ O / 39.15236°N,0.44192°O   | 46.20.017-029 | Carregueu una nova foto d'aquest monument |
| Església parroquial de l'Encarnació, antic convent                 | BRL           |                            | Alzira C. Onda, 4                                         |                                                      | 46.20.017-001 | Església parroquial de l'Encarnació (Alzira) · Vegeu més fotos d'aquest monument · Carregueu una nova foto d'aquest monument                    |
| Església parroquial dels Sants Patrons                             | BRL           |                            | Alzira                                                    |                                                      | 46.20.017-002 | Carregueu una nova foto d'aquest monument |
| Santuari de la Mare de Déu del Lluc, església parroquial           | BRL           |                            | Alzira Muntanyeta del Salvador                            | 39° 09′ 09″ N, 0° 25′ 08″ O / 39.152594°N,0.418936°O | 46.20.017-003 | Santuari de la Mare de Déu del Lluc (Alzira) · Vegeu més fotos d'aquest monument · Carregueu una nova foto d'aquest monument                    |
| Monestir de Santa Llúcia                                           | BRL           |                            | Alzira                                                    | 39° 09′ 09″ N, 0° 26′ 35″ O / 39.152498°N,0.442949°O | 46.20.017-011 | Monestir de Santa Llúcia (Alzira) · Vegeu més fotos d'aquest monument · Carregueu una nova foto d'aquest monument                               |
| Llavador de l'Alquerieta                                           | BRL etnològic | XX (1937)                  | Alzira L'Alquerieta                                       | 39° 09′ 38″ N, 0° 25′ 49″ O / 39.16047°N,0.43014°O   | 46.20.017-012 | Llavador de l'Alquerieta (Alzira) · Vegeu més fotos d'aquest monument · Carregueu una nova foto d'aquest monument                               |
| Casa de l'Empenyorament o Casa del Carbó, Museu Municipal d'Alzira | BRL           |                            | Alzira C. Sant Roc, 16                                    | 39° 09′ 08″ N, 0° 26′ 31″ O / 39.15225°N,0.441981°O  | 46.20.017-013 | Casa de l'Empenyorament (Alzira) · Modifica el valor a Wikidata · Carregueu una nova foto d'aquest monument                                     |
| Palau Casassús                                                     | BRL           |                            | Alzira                                                    | 39° 09′ 08″ N, 0° 26′ 27″ O / 39.152145°N,0.440941°O | 46.20.017-014 | Palau Casassús (Alzira) · Vegeu més fotos d'aquest monument · Carregueu una nova foto d'aquest monument                                         |
| Edifici d'habitatges al carrer Major Santa Catalina, 2             | BRL           |                            | Alzira                                                    | 39° 09′ 06″ N, 0° 26′ 20″ O / 39.151582°N,0.438762°O | 46.20.017-015 | Edifici d'habitatges al carrer Major Santa Catalina, 2 (Alzira) · Vegeu més fotos d'aquest monument · Carregueu una nova foto d'aquest monument |
| Escoles Pies                                                       | BRL           | S.XIX                      | Alzira C. Escoles Pies                                    | 39° 09′ 03″ N, 0° 26′ 09″ O / 39.150842°N,0.435877°O | 46.20.017-016 | Escoles Pies (Alzira) · Vegeu més fotos d'aquest monument · Carregueu una nova foto d'aquest monument                                           |
| Xemeneia Industrial La Constructora                                | BRL           |                            | Alzira                                                    | 39° 08′ 52″ N, 0° 26′ 23″ O / 39.147891°N,0.439807°O | 46.20.017-017 | Xemeneia Industrial La Constructora (Alzira) · Vegeu més fotos d'aquest monument · Carregueu una nova foto d'aquest monument                    |
| La Gallera, o Círculo Alzireño                                     | BRL           | S.XIX                      | Alzira C. Escoles Pies, 1                                 | 39° 09′ 03″ N, 0° 26′ 10″ O / 39.150836°N,0.436084°O | 46.20.017-018 | La Gallera (Alzira) · Vegeu més fotos d'aquest monument · Carregueu una nova foto d'aquest monument                                             |
| Restes gòtiques de l'església de Santa Maria                       | BRL           |                            | Alzira                                                    |                                                      | 46.20.017-019 | Carregueu una nova foto d'aquest monument |
| Hort del Remei                                                     | BRL etnològic |                            | Alzira                                                    | 39° 09′ 27″ N, 0° 24′ 14″ O / 39.15739°N,0.40397°O   | 46.20.017-024 | Carregueu una nova foto d'aquest monument |
| Pont de ferro sobre el Xúquer a Alzira                             | BRL           |                            | Alzira                                                    | 39° 09′ 16″ N, 0° 26′ 44″ O / 39.154451°N,0.445518°O | 46.20.017-025 | Pont de ferro sobre el Xúquer a Alzira · Vegeu més fotos d'aquest monument · Carregueu una nova foto d'aquest monument                          |
| Pont de ferro sobre el Xúquer entre Alzira i Carcaixent            | BRL           |                            | Alzira i Carcaixent                                       | 39° 08′ 07″ N, 0° 27′ 06″ O / 39.135340°N,0.451726°O | 46.20.017-026 | Carregueu una nova foto d'aquest monument |

## Antella
| Monument                                      | Prot.? | Estil/època    | Localització               | Coordenades                                          | Codi?         | Imatge |
| --------------------------------------------- | ------ | -------------- | -------------------------- | ---------------------------------------------------- | ------------- | --- |
| Torre del Palau d'Antella                     | BIC    | S.XIII         | Antella C. Sant Rafael, 22 | 39° 04′ 44″ N, 0° 35′ 32″ O / 39.078902°N,0.592128°O | RI-51-0010661 | Torre del Palau d'Antella · Vegeu més fotos d'aquest monument · Carregueu una nova foto d'aquest monument                               |
| Ermita del Crist de l'Agonia                  | BRL    |                | Antella                    | 39° 04′ 46″ N, 0° 35′ 32″ O / 39.07939°N,0.59233°O   | 46.20.040-007 | Carregueu una nova foto d'aquest monument                                                                                               |
| Església parroquial de la Puríssima Concepció | BRL    | S.XVIII (1704) | Antella Pl. Major          | 39° 04′ 46″ N, 0° 35′ 33″ O / 39.079381°N,0.592470°O | 46.20.040-001 | Església parroquial de la Puríssima Concepció (Antella) · Vegeu més fotos d'aquest monument · Carregueu una nova foto d'aquest monument |

## Beneixida
| Monument                           | Prot.? | Estil/època | Localització                                                    | Coordenades                                        | Codi?         | Imatge |
| ---------------------------------- | ------ | ----------- | --------------------------------------------------------------- | -------------------------------------------------- | ------------- | --- |
| Església parroquial de l'Assumpció | BRL    |             | Beneixida                                                       | 39° 28′ 44″ N, 0° 24′ 17″ O / 39.47889°N,0.40465°O | 46.20.053-001 | Església parroquial de l'Assumpció (Beneixida) · Vegeu més fotos d'aquest monument · Carregueu una nova foto d'aquest monument |
| Pont de ferro sobre el Xúquer      | BRL    | S.XX (1917) | Beneixida Ctra. Real de Madrid N-340, entre Gavarda i Beneixida | 39° 05′ 18″ N, 0° 33′ 10″ O / 39.08831°N,0.55265°O | 46.20.053-002 | Pont de ferro sobre el Xúquer (Beneixida) · Vegeu més fotos d'aquest monument · Carregueu una nova foto d'aquest monument      |

## Benifaió
| Monument                         | Prot.? | Estil/època                                | Localització                                                            | Coordenades                                          | Codi?         | Imatge |
| -------------------------------- | ------ | ------------------------------------------ | ----------------------------------------------------------------------- | ---------------------------------------------------- | ------------- | --- |
| Torre de la Plaça                | BIC    | Arquitectura islàmica S.XVI; S.XVII; S.XIX | Benifaió Centre de la població                                          | 39° 17′ 06″ N, 0° 25′ 38″ O / 39.28496°N,0.427153°O  | RI-51-0010523 | Torre de la Plaça (Benifaió) · Vegeu més fotos d'aquest monument · Carregueu una nova foto d'aquest monument                |
| Torre Mussa                      | BIC    | Arquitectura islàmica                      | Benifaió Als afores del municipi al costat de la ctra. Benifaió-Catadau | 39° 17′ 22″ N, 0° 25′ 55″ O / 39.289392°N,0.431866°O | RI-51-0010514 | Torre Mussa (Benifaió) · Vegeu més fotos d'aquest monument · Carregueu una nova foto d'aquest monument                      |
| Església parroquial de Sant Pere | BRL    | S. XVIII                                   | Benifaió Pl. Major                                                      | 39° 17′ 07″ N, 0° 25′ 39″ O / 39.285302°N,0.427427°O | 46.20.060-001 | Església parroquial de Sant Pere (Benifaió) · Vegeu més fotos d'aquest monument · Carregueu una nova foto d'aquest monument |

## Benimodo
| Monument           | Prot.?        | Estil/època | Localització | Coordenades                                      | Codi?         | Imatge                                    |
| ------------------ | ------------- | ----------- | ------------ | ------------------------------------------------ | ------------- | ----------------------------------------- |
| Almàssera d'Ocheda | BRL etnològic |             | Benimodo     | 39° 12′ 50″ N, 0° 31′ 42″ O / 39.214°N,0.52847°O | 46.20.063-004 | Carregueu una nova foto d'aquest monument |

## Benimuslem
| Monument                                      | Prot.? | Estil/època | Localització | Coordenades                                          | Codi?         | Imatge |
| --------------------------------------------- | ------ | ----------- | ------------ | ---------------------------------------------------- | ------------- | --- |
| Església parroquial de la Puríssima Concepció | BRL    |             | Benimuslem   | 39° 07′ 52″ N, 0° 29′ 35″ O / 39.131006°N,0.493174°O | 46.20.064-001 | Església parroquial de la Puríssima Concepció (Benimuslem) · Vegeu més fotos d'aquest monument · Carregueu una nova foto d'aquest monument |

## Carcaixent
| Monument                                                   | Prot.? | Estil/època                                       | Localització                                                            | Coordenades                                          | Codi?         | Imatge |
| ---------------------------------------------------------- | ------ | ------------------------------------------------- | ----------------------------------------------------------------------- | ---------------------------------------------------- | ------------- | --- |
| Ermita de Sant Roc de Ternils                              | BIC    | Arquitectura medieval S.XIV; S.XV; S.XVI; S.XVIII | Carcaixent Ctra. Alberic a Cogullada                                    | 39° 06′ 37″ N, 0° 28′ 24″ O / 39.110383°N,0.473297°O | RI-51-0004316 | Ermita de Sant Roc de Ternils (Carcaixent) · Vegeu més fotos d'aquest monument · Carregueu una nova foto d'aquest monument                 |
| Convent d'Aigües Vives                                     | BIC    | Renaixement - Barroc S.XIX                        | Carcaixent Vall d'Aigües Vives, ctra. Alzira a Tavernes de la Valldigna | 39° 05′ 21″ N, 0° 21′ 17″ O / 39.089264°N,0.354631°O | RI-51-0012156 | Convent d'Aigües Vives (Carcaixent) · Vegeu més fotos d'aquest monument · Carregueu una nova foto d'aquest monument                        |
| Església parroquial de Sant Bartomeu                       | BIC    | Renaixement - Barroc S. XVIII; S.XIX              | Carcaixent Ctra. Alberic a Cogullada                                    | 39° 06′ 41″ N, 0° 27′ 47″ O / 39.111274°N,0.463017°O | RI-51-0012157 | Església parroquial de Sant Bartomeu (Carcaixent) · Vegeu més fotos d'aquest monument · Carregueu una nova foto d'aquest monument          |
| Escut dels Talens Albelda                                  | BIC    |                                                   | Carcaixent Partida la Marjal                                            |                                                      | 46.20.083-029 | Carregueu una nova foto d'aquest monument                                                                                                  |
| Escut dels García Oquendo                                  | BIC    |                                                   | Carcaixent C. Santa Anna, 2                                             |                                                      | 46.17.083-138 | Escut dels García Oquendo (Carcaixent) · Carregueu una nova foto d'aquest monument                                                         |
| Escut dels Talens Albelda de l'Hort de Sant Antoni         | BIC    |                                                   | Carcaixent Partida dels Calciners, 124, barri de Sant Antoni            |                                                      | 46.17.083-139 | Carregueu una nova foto d'aquest monument                                                                                                  |
| Escut dels Bru                                             | BIC    |                                                   | Carcaixent C. Santa Anna, 2                                             |                                                      | 46.17.083-140 | Escut dels Bru (Carcaixent) · Carregueu una nova foto d'aquest monument                                                                    |
| Escut de Doña María Antonia Talens Mezquita, la Marqueseta | BIC    |                                                   | Carcaixent Pl. Major, 12                                                |                                                      | 46.17.083-141 | Escut de Doña María Antonia Talens Mezquita (Carcaixent) · Carregueu una nova foto d'aquest monument                                       |
| Escut de Franses Pablo                                     | BIC    |                                                   | Carcaixent C. Sant Llorenç, 10                                          |                                                      | 46.17.083-142 | Escut Franses Pablo (Carcaixent) · Carregueu una nova foto d'aquest monument                                                               |
| Escut dels Gisbert                                         | BIC    |                                                   | Carcaixent Pl. de la Constitució, 7                                     | 39° 07′ 17″ N, 0° 27′ 05″ O / 39.12136°N,0.4515°O    | 46.17.083-143 | Escut dels Gisbert (Carcaixent) · Carregueu una nova foto d'aquest monument                                                                |
| Escut dels Colomina García                                 | BIC    |                                                   | Carcaixent Pl. n'Enrique Pelufo, 21                                     | 39° 07′ 26″ N, 0° 26′ 26″ O / 39.12383°N,0.44047°O   | 46.17.083-144 | Carregueu una nova foto d'aquest monument                                                                                                  |
| Escut dels Armengol                                        | BIC    |                                                   | Carcaixent Sant Isidre, 43                                              |                                                      | 46.17.083-145 | Carregueu una nova foto d'aquest monument                                                                                                  |
| Escut municipal de la vila reial de Carcaixent             | BIC    |                                                   | Carcaixent Pl. Major, 1                                                 |                                                      | 46.17.083-146 | Carregueu una nova foto d'aquest monument                                                                                                  |
| Emblema de Maria                                           | BIC    |                                                   | Carcaixent Passatge de Soriano, 1A - c. Marquesa de Montortal           |                                                      | 46.17.083-147 | Carregueu una nova foto d'aquest monument                                                                                                  |
| Església parroquial de l'Assumpció                         | BRL    |                                                   | Carcaixent                                                              | 39° 07′ 23″ N, 0° 27′ 05″ O / 39.12293°N,0.45147°O   | 46.20.083-001 | Església parroquial de l'Assumpció (Carcaixent) · Vegeu més fotos d'aquest monument · Carregueu una nova foto d'aquest monument            |
| Església parroquial de Sant Antoni de Pàdua                | BRL    |                                                   | Carcaixent                                                              | 39° 07′ 25″ N, 0° 26′ 34″ O / 39.12361°N,0.44278°O   | 46.20.083-002 | Carregueu una nova foto d'aquest monument                                                                                                  |
| Església parroquial de Sant Francesc de Paula              | BRL    |                                                   | Carcaixent                                                              | 39° 07′ 25″ N, 0° 26′ 31″ O / 39.12361°N,0.44181°O   | 46.20.083-004 | Església parroquial de Sant Francesc de Paula (Carcaixent) · Vegeu més fotos d'aquest monument · Carregueu una nova foto d'aquest monument |
| Església parroquial de Santa Bàrbara                       | BRL    |                                                   | Carcaixent                                                              | 39° 07′ 26″ N, 0° 27′ 02″ O / 39.12386°N,0.45067°O   | 46.20.083-005 | Carregueu una nova foto d'aquest monument                                                                                                  |
| Monestir del Corpus Christi de Carcaixent                  | BRL    | S.XVII                                            | Carcaixent C. Calsiners                                                 | 39° 07′ 17″ N, 0° 25′ 53″ O / 39.121389°N,0.431389°O | 46.20.083-006 | Monestir del Corpus Christi (Carcaixent) · Vegeu més fotos d'aquest monument · Carregueu una nova foto d'aquest monument                   |
| Ermita de Santa Anna                                       | BRL    |                                                   | Carcaixent                                                              | 39° 28′ 44″ N, 0° 24′ 17″ O / 39.47889°N,0.40465°O   | 46.20.083-010 | Ermita de Santa Anna (Carcaixent) · Vegeu més fotos d'aquest monument · Carregueu una nova foto d'aquest monument                          |
| Ermita de Santa Maria d'Aigües Vives                       | BRL    |                                                   | Carcaixent                                                              | 39° 05′ 21″ N, 0° 21′ 17″ O / 39.089264°N,0.354631°O | 46.20.083-018 | Ermita de Santa Maria d'Aigües Vives (Carcaixent) · Vegeu més fotos d'aquest monument · Carregueu una nova foto d'aquest monument          |
| Ermita de la Sagrada Família                               | BRL    |                                                   | Carcaixent                                                              |                                                      | 46.20.083-019 | Carregueu una nova foto d'aquest monument                                                                                                  |
| Ermita de Sant Vital                                       | BRL    |                                                   | Carcaixent                                                              |                                                      | 46.20.083-020 | Carregueu una nova foto d'aquest monument                                                                                                  |
| Església de la Immaculada                                  | BRL    |                                                   | Carcaixent                                                              |                                                      | 46.20.083-022 | Carregueu una nova foto d'aquest monument                                                                                                  |
| Pont de ferro sobre el Xúquer                              | BRL    |                                                   | Carcaixent Entre Alzira i Carcaixent                                    | 39° 08′ 07″ N, 0° 27′ 06″ O / 39.135340°N,0.451726°O | 46.20.083-031 | Carregueu una nova foto d'aquest monument                                                                                                  |

## Càrcer
| Monument                           | Prot.? | Estil/època | Localització | Coordenades                                        | Codi?         | Imatge |
| ---------------------------------- | ------ | ----------- | ------------ | -------------------------------------------------- | ------------- | --- |
| Església parroquial de l'Assumpció | BRL    |             | Càrcer       | 39° 04′ 12″ N, 0° 34′ 05″ O / 39.07012°N,0.56811°O | 46.20.084-001 | Església parroquial de l'Assumpció (Càrcer) · Vegeu més fotos d'aquest monument · Carregueu una nova foto d'aquest monument |

## Castelló de la Ribera
| Monument                                        | Prot.? | Estil/època           | Localització                                          | Coordenades                                          | Codi?         | Imatge |
| ----------------------------------------------- | ------ | --------------------- | ----------------------------------------------------- | ---------------------------------------------------- | ------------- | --- |
| El Castellet de Castelló de la Ribera           | BIC    | Arquitectura medieval | Castelló de la Ribera Muntanyeta del Castellet        | 39° 03′ 19″ N, 0° 31′ 07″ O / 39.055356°N,0.518496°O | RI-51-0010757 | Carregueu una nova foto d'aquest monument |
| Col·legi de Sant Doménec, o asil, antic convent | BRL    | S.XIX; S.XX           | Castelló de la Ribera C. Pintor Ribera, Santo Domingo | 39° 04′ 32″ N, 0° 30′ 44″ O / 39.075537°N,0.512196°O | 46.20.257-001 | Col·legi de Sant Doménec (Castelló de la Ribera) · Vegeu més fotos d'aquest monument · Carregueu una nova foto d'aquest monument             |
| Ermita de l'Aurora                              | BRL    |                       | Castelló de la Ribera                                 |                                                      | 46.20.257-004 | Carregueu una nova foto d'aquest monument |
| Església parroquial de l'Assumpció              | BRL    | S.XVI                 | Castelló de la Ribera Pl. de l'Om                     | 39° 04′ 38″ N, 0° 30′ 46″ O / 39.077258°N,0.512741°O | 46.20.257-002 | Església parroquial de l'Assumpció (Castelló de la Ribera) · Vegeu més fotos d'aquest monument · Carregueu una nova foto d'aquest monument   |
| Església parroquial de Santa Bàrbara            | BRL    |                       | Castelló de la Ribera                                 | 39° 04′ 59″ N, 0° 31′ 02″ O / 39.083102°N,0.517178°O | 46.20.257-003 | Església parroquial de Santa Bàrbara (Castelló de la Ribera) · Vegeu més fotos d'aquest monument · Carregueu una nova foto d'aquest monument |

## Catadau
| Monument                         | Prot.? | Estil/època | Localització              | Coordenades                                          | Codi?         | Imatge |
| -------------------------------- | ------ | ----------- | ------------------------- | ---------------------------------------------------- | ------------- | --- |
| Castell de Catadau               | BIC    |             | Catadau                   | 39° 16′ 32″ N, 0° 34′ 07″ O / 39.275621°N,0.568692°O | 46.20.093-001 | Carregueu una nova foto d'aquest monument                                                                                  |
| Església parroquial de Sant Pere | BRL    | S.XVIII     | Catadau Pl. de l'Església | 39° 16′ 31″ N, 0° 34′ 10″ O / 39.275321°N,0.569515°O | 46.20.093-004 | Església parroquial de Sant Pere (Catadau) · Vegeu més fotos d'aquest monument · Carregueu una nova foto d'aquest monument |

## Cotes
| Monument                                                     | Prot.? | Estil/època | Localització                          | Coordenades                                          | Codi?         | Imatge |
| ------------------------------------------------------------ | ------ | ----------- | ------------------------------------- | ---------------------------------------------------- | ------------- | --- |
| Escut dels Blanes de Palafox, senyors de la Baronia de Cotes | BIC    |             | Cotes C. Villanueva de Castelló, 8-10 | 39° 04′ 18″ N, 0° 34′ 33″ O / 39.071792°N,0.575861°O | 46.20.100-003 | Carregueu una nova foto d'aquest monument                                                                                      |
| Església parroquial de Sant Miquel Arcàngel                  | BRL    |             | Cotes                                 | 39° 04′ 18″ N, 0° 34′ 32″ O / 39.07172°N,0.57564°O   | 46.20.100-001 | Església parroquial de Sant Miquel Arcàngel (Cotes) · Modifica el valor a Wikidata · Carregueu una nova foto d'aquest monument |

## L'Ènova
| Monument                                        | Prot.? | Estil/època | Localització                                                    | Coordenades                                          | Codi?                     | Imatge |
| ----------------------------------------------- | ------ | ----------- | --------------------------------------------------------------- | ---------------------------------------------------- | ------------------------- | --- |
| Ermita del Calvari                              | BRL    |             | L'Ènova                                                         | 39° 02′ 39″ N, 0° 29′ 01″ O / 39.044145°N,0.483481°O | 46.20.119-004             | Ermita del Calvari (l'Ènova) · Vegeu més fotos d'aquest monument · Carregueu una nova foto d'aquest monument                              |
| Ermita de Sant Josep                            | BRL    |             | L'Ènova                                                         | 39° 02′ 56″ N, 0° 29′ 10″ O / 39.04901°N,0.48611°O   | 46.20.119-002             | Ermita de Sant Josep (l'Ènova) · Vegeu més fotos d'aquest monument · Carregueu una nova foto d'aquest monument                            |
| Església parroquial de la Mare de Déu de Gràcia | BRL    |             | L'Ènova                                                         | 39° 02′ 42″ N, 0° 28′ 51″ O / 39.045°N,0.48083°O     | 46.20.119-001             | Església parroquial de la Mare de Déu de Gràcia (l'Ènova) · Vegeu més fotos d'aquest monument · Carregueu una nova foto d'aquest monument |
| Fumeral del Motor del Realengo                  | BRL    |             | L'Ènova                                                         | 39° 03′ 14″ N, 0° 26′ 32″ O / 39.05376°N,0.44219°O   | 46.119-9999-000005        | Fumeral del Motor del Realengo (l'Ènova) · Modifica el valor a Wikidata · Carregueu una nova foto d'aquest monument                       |
| Via Crucis                                      | BRL    |             | L'Ènova                                                         | 39° 02′ 39″ N, 0° 28′ 59″ O / 39.04417°N,0.48306°O   | 46.20.119-005             | Via Crucis (l'Ènova) · Carregueu una nova foto d'aquest monument                                                                          |
| Bassa, Línia elèctrica Vilanova-Gandia          | BIE    |             | L'Ènova                                                         | 39° 29′ 54″ N, 0° 26′ 45″ O / 39.49833°N,0.44592°O   | Dades centrals a Wikidata | Carregueu una nova foto d'aquest monument                                                                                                 |
| Caseta d'Apers, Línia elèctrica Vilanova-Gandia | BIE    |             | L'Ènova                                                         | 39° 03′ 38″ N, 0° 27′ 02″ O / 39.06056°N,0.45042°O   | Dades centrals a Wikidata | Carregueu una nova foto d'aquest monument                                                                                                 |
| Caseta de Pou, Línia elèctrica Vilanova-Gandia  | BIE    |             | L'Ènova                                                         | 39° 03′ 31″ N, 0° 26′ 50″ O / 39.05854°N,0.44719°O   | Dades centrals a Wikidata | Carregueu una nova foto d'aquest monument                                                                                                 |
| Heretat de Santa Úrsula                         | BIE    |             | L'Ènova                                                         | 39° 03′ 44″ N, 0° 27′ 31″ O / 39.06222°N,0.45853°O   | Dades centrals a Wikidata | Carregueu una nova foto d'aquest monument                                                                                                 |
| Hort de la Parra                                | BIE    |             | L'Ènova                                                         | 39° 03′ 39″ N, 0° 27′ 02″ O / 39.06092°N,0.45047°O   | Dades centrals a Wikidata | Carregueu una nova foto d'aquest monument                                                                                                 |
| Molí de la Vila (Arrosser i Serradora)          | BIE    | ca. 1800    | L'Ènova                                                         | 39° 02′ 47″ N, 0° 28′ 50″ O / 39.04639°N,0.48042°O   | Dades centrals a Wikidata | Molí de la Vila (l'Ènova) · Carregueu una nova foto d'aquest monument                                                                     |
| Molí del Camí dels Tarongers                    | BIE    |             | L'Ènova                                                         | 39° 03′ 18″ N, 0° 26′ 20″ O / 39.05494°N,0.43875°O   | Dades centrals a Wikidata | Carregueu una nova foto d'aquest monument                                                                                                 |
| Motor de Pochí de la Cañada                     | BIE    |             | L'Ènova                                                         | 39° 03′ 39″ N, 0° 27′ 08″ O / 39.06082°N,0.45236°O   | Dades centrals a Wikidata | Carregueu una nova foto d'aquest monument                                                                                                 |
| Partidors de la Vila                            | BIE    |             | L'Ènova                                                         | 39° 03′ 40″ N, 0° 30′ 01″ O / 39.06107°N,0.50036°O   | Dades centrals a Wikidata | Carregueu una nova foto d'aquest monument                                                                                                 |
| Sénia de les Paretetes                          | BIE    |             | L'Ènova                                                         | 39° 02′ 17″ N, 0° 28′ 20″ O / 39.03792°N,0.47225°O   | Dades centrals a Wikidata | Sénia de les Paretetes · Modifica el valor a Wikidata · Carregueu una nova foto d'aquest monument                                         |
| Séquia, Línia elèctrica Vilanova-Gandia         | BIE    | s. XVIII    | L'Ènova                                                         | 39° 03′ 41″ N, 0° 27′ 10″ O / 39.06125°N,0.45272°O   | Dades centrals a Wikidata | Carregueu una nova foto d'aquest monument                                                                                                 |
| Séquies, Línia elèctrica Vilanova-Gandia        | BIE    |             | L'Ènova Entre Santa Úrsula i el suport 22 de la línia elèctrica | 39° 03′ 42″ N, 0° 27′ 24″ O / 39.06179°N,0.45671°O   | Dades centrals a Wikidata | Carregueu una nova foto d'aquest monument                                                                                                 |

## Gavarda
| Monument                                                | Prot.? | Estil/època   | Localització                                        | Coordenades                                          | Codi?         | Imatge |
| ------------------------------------------------------- | ------ | ------------- | --------------------------------------------------- | ---------------------------------------------------- | ------------- | --- |
| Bateria napoleònica de Gavarda                          | BIC    | S.XVI; S.XVII | Gavarda Junt a la urbanització Montejucar d'Alberic | 39° 05′ 20″ N, 0° 32′ 29″ O / 39.088815°N,0.541339°O | RI-51-0010938 | Bateria napoleònica de Gavarda · Vegeu més fotos d'aquest monument · Carregueu una nova foto d'aquest monument                          |
| Església parroquial de la Puríssima                     | BRL    |               | Gavarda                                             | 39° 05′ 32″ N, 0° 33′ 34″ O / 39.092218°N,0.559508°O | 46.20.130-001 | Església parroquial de la Puríssima (Gavarda) · Vegeu més fotos d'aquest monument · Carregueu una nova foto d'aquest monument           |
| Pont de ferro sobre el Xúquer entre Gavarda i Beneixida | BRL    | S.XX (1917)   | Gavarda i Beneixida Ctra. Real de Madrid N-340      | 39° 05′ 18″ N, 0° 33′ 10″ O / 39.088307°N,0.552659°O | 46.20.130-005 | Pont de ferro sobre el Xúquer entre Gavarda i Beneixida · Vegeu més fotos d'aquest monument · Carregueu una nova foto d'aquest monument |
| Pont del Rei                                            | BRL    | S.XVIII       | Gavarda Sobre el Xúquer                             | 39° 04′ 55″ N, 0° 32′ 20″ O / 39.081969°N,0.539025°O | 46.20.130-004 | Pont del Rei (Gavarda) · Vegeu més fotos d'aquest monument · Carregueu una nova foto d'aquest monument                                  |

## Guadassuar
| Monument                                                              | Prot.? | Estil/època    | Localització                   | Coordenades                                          | Codi?         | Imatge |
| --------------------------------------------------------------------- | ------ | -------------- | ------------------------------ | ---------------------------------------------------- | ------------- | --- |
| Església parroquial de Sant Vicent Màrtir                             | BIC    | Gòtic - Barroc | Guadassuar Salvador Maiques, 4 | 39° 11′ 09″ N, 0° 28′ 42″ O / 39.185733°N,0.478201°O | RI-51-0008314 | Església parroquial de Sant Vicent Màrtir (Guadassuar) · Vegeu més fotos d'aquest monument · Carregueu una nova foto d'aquest monument |
| Ermita de Sant Roc                                                    | BRL    |                | Guadassuar                     | 39° 11′ 20″ N, 0° 28′ 21″ O / 39.188949°N,0.472502°O | 46.20.139-001 | Ermita de Sant Roc (Guadassuar) · Vegeu més fotos d'aquest monument · Carregueu una nova foto d'aquest monument                        |
| Convent Germanes Doctrina Cristiana, actual Biblioteca                | BRL    |                | Guadassuar C. Ortells, 5       | 39° 11′ 11″ N, 0° 28′ 33″ O / 39.186417°N,0.475823°O | 46.20.139-005 | Convent Germanes Doctrina Cristiana (Guadassuar) · Vegeu més fotos d'aquest monument · Carregueu una nova foto d'aquest monument       |
| Nucli històric tradicional                                            | BRL    |                | Guadassuar                     |                                                      | 46.20.139-006 | Carregueu una nova foto d'aquest monument                                                                                              |
| Alqueria Torre Borrero o Tortosa, o Torre del Carrascal, Casa Tortosa | BRL    | S.XIX (1849)   | Guadassuar                     | 39° 13′ 50″ N, 0° 27′ 56″ O / 39.230622°N,0.465683°O | 46.20.139-007 | Alqueria Torre Borrero (Guadassuar) · Vegeu més fotos d'aquest monument · Carregueu una nova foto d'aquest monument                    |

## Llombai
| Monument                             | Prot.? | Estil/època           | Localització               | Coordenades                                          | Codi?         | Imatge |
| ------------------------------------ | ------ | --------------------- | -------------------------- | ---------------------------------------------------- | ------------- | --- |
| Castell d'Alèdua                     | BIC    | Arquitectura medieval | Llombai Despoblat d'Alèdua | 39° 17′ 49″ N, 0° 33′ 41″ O / 39.296856°N,0.561489°O | RI-51-0010636 | Castell d'Alèdua (Llombai) · Vegeu més fotos d'aquest monument · Carregueu una nova foto d'aquest monument                |
| Església parroquial de la Santa Creu | BIC    | Renaixement - Barroc  | Llombai Pl. Església       | 39° 16′ 53″ N, 0° 34′ 19″ O / 39.281333°N,0.572006°O | RI-51-0004750 | Església parroquial de la Santa Creu (Llombai) · Modifica el valor a Wikidata · Carregueu una nova foto d'aquest monument |

## Manuel
| Monument                                                          | Prot.? | Estil/època | Localització         | Coordenades                                          | Codi?         | Imatge |
| ----------------------------------------------------------------- | ------ | ----------- | -------------------- | ---------------------------------------------------- | ------------- | --- |
| Església parroquial de Santa Anna, o de Santa Anna i Sant Joaquim | BRL    | S.XVII      | Manuel Pl. del Poble | 39° 03′ 09″ N, 0° 29′ 38″ O / 39.052609°N,0.493777°O | 46.20.160-001 | Església parroquial de Santa Anna (Manuel) · Vegeu més fotos d'aquest monument · Carregueu una nova foto d'aquest monument |

## Massalavés
| Monument                                                            | Prot.? | Estil/època | Localització | Coordenades                                          | Codi?         | Imatge |
| ------------------------------------------------------------------- | ------ | ----------- | ------------ | ---------------------------------------------------- | ------------- | --- |
| Portal de Massalavés                                                | BIC    |             | Massalavés   |                                                      | 46.20.162-003 | Carregueu una nova foto d'aquest monument |
| Església parroquial de Sant Miquel Arcàngel i Santa Maria Magdalena | BRL    |             | Massalavés   | 39° 08′ 25″ N, 0° 31′ 18″ O / 39.140322°N,0.521702°O | 46.20.162-001 | Església parroquial de Sant Miquel Arcàngel i Santa Maria Magdalena (Massalavés) · Vegeu més fotos d'aquest monument · Carregueu una nova foto d'aquest monument |

## Montroi
| Monument                             | Prot.? | Estil/època                                                 | Localització                         | Coordenades                                          | Codi?         | Imatge |
| ------------------------------------ | ------ | ----------------------------------------------------------- | ------------------------------------ | ---------------------------------------------------- | ------------- | --- |
| Castell de Montroi                   | BIC    | Arquitectura islàmica - Arquitectura medieval S. XI; S. XIV | Montroi Turó a la vall dels Alcalans | 39° 20′ 11″ N, 0° 37′ 02″ O / 39.336437°N,0.617249°O | RI-51-0010577 | Castell (Montroi) · Vegeu més fotos d'aquest monument · Carregueu una nova foto d'aquest monument                              |
| Església parroquial de Sant Bartomeu | BRL    |                                                             | Montroi                              | 39° 20′ 17″ N, 0° 36′ 53″ O / 39.337929°N,0.614635°O | 46.20.176-001 | Església parroquial de Sant Bartomeu (Montroi) · Vegeu més fotos d'aquest monument · Carregueu una nova foto d'aquest monument |

## Montserrat
| Monument                   | Prot.? | Estil/època           | Localització                                 | Coordenades                                          | Codi?         | Imatge |
| -------------------------- | ------ | --------------------- | -------------------------------------------- | ---------------------------------------------------- | ------------- | --- |
| Castell dels Alcalans      | BIC    | Arquitectura medieval | Montserrat Proper al riu Magre               | 39° 19′ 44″ N, 0° 35′ 08″ O / 39.328858°N,0.585423°O | RI-51-0010504 | Castell dels Alcalans (Montserrat) · Vegeu més fotos d'aquest monument · Carregueu una nova foto d'aquest monument |
| El Castellet de Montserrat | BIC    |                       | Montserrat Serra del Castellet de Montserrat | 39° 21′ 50″ N, 0° 35′ 53″ O / 39.36389°N,0.598°O     | 46.20.172-005 | Carregueu una nova foto d'aquest monument                                                                          |

## La Pobla Llarga
| Monument                                                 | Prot.? | Estil/època | Localització                | Coordenades                                          | Codi?         | Imatge |
| -------------------------------------------------------- | ------ | ----------- | --------------------------- | ---------------------------------------------------- | ------------- | --- |
| Escut dels Almunia Esparza, marquesos de Rafol d'Almúnia | BIC    |             | La Pobla Llarga C. Vall, 25 |                                                      | 46.20.203-006 | Carregueu una nova foto d'aquest monument                                                                                          |
| Escut dels Almunia Esparza                               | BIC    |             | La Pobla Llarga C. Vall, 27 | 39° 05′ 14″ N, 0° 28′ 30″ O / 39.087208°N,0.475125°O | 46.20.203-008 | Carregueu una nova foto d'aquest monument                                                                                          |
| Escut dels Bru                                           | BIC    |             | La Pobla Llarga C. Major, 6 |                                                      | 46.20.203-007 | Escut dels Bru (la Pobla Llarga) · Carregueu una nova foto d'aquest monument                                                       |
| Església parroquial de Sant Pere                         | BRL    |             | La Pobla Llarga             | 39° 05′ 10″ N, 0° 28′ 31″ O / 39.086013°N,0.475310°O | 46.20.203-001 | Església parroquial de Sant Pere (la Pobla Llarga) · Vegeu més fotos d'aquest monument · Carregueu una nova foto d'aquest monument |

## Rafelguaraf
| Monument                                       | Prot.? | Estil/època           | Localització          | Coordenades                                          | Codi?         | Imatge |
| ---------------------------------------------- | ------ | --------------------- | --------------------- | ---------------------------------------------------- | ------------- | --- |
| Recinte emmurallat de Berfull                  | BIC    | Arquitectura medieval | Rafelguaraf Berfull   | 39° 03′ 20″ N, 0° 27′ 56″ O / 39.055541°N,0.465551°O | RI-51-0010807 | Recinte emmurallat de Berfull (Rafelguaraf) · Vegeu més fotos d'aquest monument · Carregueu una nova foto d'aquest monument                  |
| Església parroquial de la Nativitat del Senyor | BRL    |                       | Rafelguaraf           | 39° 03′ 04″ N, 0° 27′ 25″ O / 39.051148°N,0.456916°O | 46.20.209-002 | Església parroquial de la Nativitat del Senyor (Rafelguaraf) · Vegeu més fotos d'aquest monument · Carregueu una nova foto d'aquest monument |
| Església parroquial de Sant Josep              | BRL    |                       | Rafelguaraf Tossalnou | 39° 02′ 45″ N, 0° 28′ 03″ O / 39.045815°N,0.467526°O | 46.20.209-003 | Església parroquial de Sant Josep (Rafelguaraf) · Vegeu més fotos d'aquest monument · Carregueu una nova foto d'aquest monument              |

## Real
| Monument                         | Prot.? | Estil/època | Localització | Coordenades                                          | Codi?         | Imatge |
| -------------------------------- | ------ | ----------- | ------------ | ---------------------------------------------------- | ------------- | --- |
| Església parroquial de Sant Pere | BRL    |             | Real         | 39° 20′ 17″ N, 0° 36′ 22″ O / 39.338066°N,0.606011°O | 46.20.212-001 | Església parroquial de Sant Pere (Real) · Vegeu més fotos d'aquest monument · Carregueu una nova foto d'aquest monument |

## Sant Joanet
| Monument                                  | Prot.? | Estil/època | Localització          | Coordenades                                          | Codi?         | Imatge |
| ----------------------------------------- | ------ | ----------- | --------------------- | ---------------------------------------------------- | ------------- | --- |
| Torrassa de Sant Joanet                   | BIC    |             | Sant Joanet Pl. Major | 39° 04′ 17″ N, 0° 29′ 13″ O / 39.071308°N,0.486937°O | 46.20.222-002 | Torreó (Sant Joanet) · Vegeu més fotos d'aquest monument · Carregueu una nova foto d'aquest monument                                    |
| Església parroquial de Sant Joan Baptista | BRL    |             | Sant Joanet           | 39° 04′ 17″ N, 0° 29′ 15″ O / 39.071344°N,0.487518°O | 46.20.222-001 | Església parroquial de Sant Joan Baptista (Sant Joanet) · Vegeu més fotos d'aquest monument · Carregueu una nova foto d'aquest monument |

## Senyera
| Monument                          | Prot.? | Estil/època | Localització | Coordenades                                          | Codi?         | Imatge |
| --------------------------------- | ------ | ----------- | ------------ | ---------------------------------------------------- | ------------- | --- |
| Església parroquial de Santa Anna | BRL    |             | Senyera      | 39° 03′ 46″ N, 0° 30′ 39″ O / 39.062774°N,0.510756°O | 46.20.227-001 | Església parroquial de Santa Anna (Senyera) · Vegeu més fotos d'aquest monument · Carregueu una nova foto d'aquest monument |

## Sumacàrcer
| Monument                                | Prot.? | Estil/època                                   | Localització                            | Coordenades                                          | Codi?         | Imatge |
| --------------------------------------- | ------ | --------------------------------------------- | --------------------------------------- | ---------------------------------------------------- | ------------- | --- |
| Castell de Sumacàrcer                   | BIC    | Arquitectura islàmica - Arquitectura medieval | Sumacàrcer Mont a 1 km al sud del poble | 39° 05′ 35″ N, 0° 37′ 47″ O / 39.092931°N,0.629799°O | RI-51-0010688 | Castell (Sumacàrcer) · Vegeu més fotos d'aquest monument · Carregueu una nova foto d'aquest monument                            |
| Ermita del Calvari                      | BRL    |                                               | Sumacàrcer                              | 39° 05′ 34″ N, 0° 37′ 48″ O / 39.09285°N,0.62989°O   | 46.20.236-004 | Ermita del Calvari (Sumacàrcer) · Modifica el valor a Wikidata · Carregueu una nova foto d'aquest monument                      |
| Església parroquial de Sant Antoni Abad | BRL    | S.XVIII (1723-1750)                           | Sumacàrcer C. de l'Església             | 39° 05′ 38″ N, 0° 37′ 43″ O / 39.094°N,0.62861°O     | 46.20.236-001 | Església parroquial de Sant Antoni Abad (Sumacàrcer) · Modifica el valor a Wikidata · Carregueu una nova foto d'aquest monument |

## Torís
| Monument                                     | Prot.? | Estil/època           | Localització                        | Coordenades                                          | Codi?         | Imatge |
| -------------------------------------------- | ------ | --------------------- | ----------------------------------- | ---------------------------------------------------- | ------------- | --- |
| Castell de Torís                             | BIC    | Arquitectura medieval | Torís Turó al sud-oest del municipi | 39° 22′ 41″ N, 0° 43′ 22″ O / 39.37818°N,0.722714°O  | RI-51-0010762 | Castell (Torís) · Vegeu més fotos d'aquest monument · Carregueu una nova foto d'aquest monument                                      |
| Ciutat iberoromana fortificada La Carència   | BIC    |                       | Torís Serralada del Portell         | 39° 22′ 07″ N, 0° 40′ 50″ O / 39.368521°N,0.680585°O | RI-51-0012148 | Ciutat iberoromana fortificada La Carència (Torís) · Carregueu una nova foto d'aquest monument                                       |
| Ermita dels Dolors                           | BRL    |                       | Torís                               | 39° 23′ 21″ N, 0° 42′ 46″ O / 39.389070°N,0.712842°O | 46.20.248-001 | Ermita dels Dolors (Torís) · Vegeu més fotos d'aquest monument · Carregueu una nova foto d'aquest monument                           |
| Església parroquial de la Nativitat de Maria | BRL    | S.XVIII (1767-1777)   | Torís Pl. de la Constitució         | 39° 23′ 23″ N, 0° 42′ 41″ O / 39.389629°N,0.711324°O | 46.20.248-002 | Església parroquial de la Nativitat de Maria (Torís) · Vegeu més fotos d'aquest monument · Carregueu una nova foto d'aquest monument |

## Tous
| Monument                                    | Prot.? | Estil/època   | Localització               | Coordenades                                          | Codi?         | Imatge |
| ------------------------------------------- | ------ | ------------- | -------------------------- | ---------------------------------------------------- | ------------- | --- |
| Castell de Tous                             | BIC    | S.XIII; S.XIV | Tous Junt al pantà de Tous | 39° 09′ 10″ N, 0° 39′ 59″ O / 39.152707°N,0.666270°O | RI-51-0010680 | Castell (Tous) · Vegeu més fotos d'aquest monument · Carregueu una nova foto d'aquest monument                                |
| Torre de guaita de Tous                     | BIC    |               | Tous                       | 39° 09′ 10″ N, 0° 39′ 58″ O / 39.15288°N,0.666197°O  | 46.20.246-003 | Torre de guaita de Tous · Vegeu més fotos d'aquest monument · Carregueu una nova foto d'aquest monument                       |
| Església parroquial de Sant Miquel Arcàngel | BRL    |               | Tous                       | 39° 08′ 20″ N, 0° 35′ 24″ O / 39.1389°N,0.59°O       | 46.20.246-001 | Església parroquial de Sant Miquel Arcàngel (Tous) · Modifica el valor a Wikidata · Carregueu una nova foto d'aquest monument |